# GPS-smartur
Et GPS-smartur (også kaldt GPS-watch) er et smartur med GPS-modtager og andre avancerede funktioner som fx elektronisk kort, Bluetooth og wi-fi.
Mange producenter producerer GPS-smartur:
- Garmin
- Leikr[1] - har farveskærm - en større del af et OpenStreetMap-kort kan downloades til smarturet, så man ikke er afhængig af trådløse datanet.
- Polar
- Timex
- TomTom